# República Islámica de Daguestán
La República Islámica de Daguestán, conocida oficialmente como el Estado Islámico Independiente de Daguestán, era un enclave wahabí autónomo no reconocido, que existía en el territorio del actual raión de Buinaksk de Daguestán a finales del año 1990. El enclave estuvo situado en la garganta de Kadar, que era un pueblo grande Karamahi con una población de cerca de 5.000 personas, donde había una mezquita local y los pueblos de Chabanmakhi, Kadar y Vanashimahi. El líder militar del enclave era un comandante de campo que se hacía llamar "general de brigada" Jairullah (en los medios su nombre se mencionaba como Jerulla o Jairullah). El "Estado islámico independiente de Daguestán" fue eliminado en el marco de la derrota de la rebelión wahabí en el curso de la operación de las fuerzas federales, entre el 29 de agosto y el 13 de septiembre del año 1999. La mayoría de los residentes de Daguestán estaban del lado de las autoridades federales, la invasión de Basayev a la república no fue apoyada por ellos y fue rechazada tanto por las tropas federales como por la milicia local.

## Antecedentes
El wahabí Jamaat de la zona de Daguestán apareció a finales de la década de 1970, por iniciativa de Bagautdin Magomedov y Abbas Kebedov del pueblo Santlada del distrito Tsumadinskogo de Daguestán. El Amir del jamaat fue el teólogo autodidacta Ahmed-Kadi Ahtaev (1940-1998), oriundo de la aldea de Kudali del distrito Gunib. En la república había grupos ilegales de jóvenes, en los que se impartían la enseñanza de la lengua árabe, los fundamentos del islam y la ideología del radicalismo islámico. Grupos similares existían en las aldeas de Kokrek, Novo Sasitli (distrito de Jasaviurt), Nechaevka (distrito de Kizilyurt), Yasnaya Polyana (distrito de Kizlyar). La KGB de la URSS y la policía entre 1982-1984 lograron derrotar este movimiento, pero ninguno de los organizadores fue condenado; el asunto se redujo a multas administrativas y conversaciones preventivas. Posteriormente, los jamaats Wahhabi aparecieron en los distritos de Tsumadinsky y Gunibsky. En 1989 se creó el Bagautdin jamaat wahabí en Kizilurt, y para mediados de la década de 1990 se convirtió en el líder de las bandas implicadas en el secuestro extorsivo. A finales de 1999, huyó de Rusia. Según el periódico Kommersant para el año 2004, Magomedov Kebedov se encuentra en paradero desconocido y su búsqueda continúa.
En opinión de Yuri Snegiryov, un observador del periódico Izvestia:

Magomedali Magomedov, el Presidente del Consejo de Estado de Daguestán, como la primera silla administrativa en 1994, y quien permanecería así hasta el 2006. (...) Ha visto como Daguestán se ha convertido de la república subvencionada más importante, para que nuevamente ocurriera un estancamiento, pero no acabo, como acabo Brezhnev, tan hambriento. (...) Aun así todos los sectores de la economía estaban estrictamente divididos entre los principales grupos étnicos (...) La lucha contra la corrupción era para reemplazar zavorovavshegosya su oficial, y no menos furtiva, la economía cayó en decadencia".

En 1992, los primeros jamaats Wahhabi aparecieron en la vecina Chechenia. El líder ideológico de los wahabíes de Daguestán, Bagautdin Kebedov, habló en la televisión local y reunió a grupos de jóvenes para sus conferencias.
En 1995, en Chechenia, donde los separatistas estaban en el poder, apareció un jordano de ascendencia chechena llamado Fathi. De acuerdo con el departamento espiritual de los musulmanes de Rusia, fue un emisario y asesor, quien trabajó con las comunidades musulmanas de países extranjeros del terrorista saudí Osama bin Laden.
En 1996, aparecieron los primeros tribunales de Sharia en el territorio de Chechenia.
Según el jefe de la administración rural de Ibadulla Makaev, en aquellos años en la aldea más grande del enclave Karamakhi había unas 5000 personas, de las cuales había alrededor de 250 radicales wahabíes activos.

## Historia

### 1996
- Los predicadores religiosos de Jordania vinieron varias veces a Karamakhi, quien pidió vivir de acuerdo con la ley Sharia.[8]

- El jefe de los campos de entrenamiento terrorista en Chechenia, el comandante de campo Khattab, se casó con una darginka de la República islámica de Daguestán a Fátima Bigagova.

### 1997
- El jamaat local, reuniéndose alrededor de la mezquita en Karamakhi, se adhiere a la ideología del wahabismo. La República islámica de Daguestán de otras regiones de Daguestán y las regiones del norte del Cáucaso está acudiendo en masa a los jóvenes musulmanes, que escucharon sobre el islam "puro" y "real", que profesan en estas partes.[9]

- En abril de 1997, el Primer Ministro de Ichkeria, el terrorista Shamil Basayev, fue elegido presidente del llamado Congreso de los Pueblos de Chechenia y Daguestán. En el mismo año, anunció la necesidad de unificar Daguestán con Chechenia para crear un único estado islámico en el Cáucaso.[10]

### 1998
- En la noche del 20 al 21 de mayo en Makhachkala, los partidarios de la Unión de los musulmanes de Daguestán, el líder de la comunidad Lak Nadir Khachilayev y su hermano Magomed apoderados del edificio del Consejo de Estado de Daguestán. Esa misma noche, los wahabíes de la aldea de Karamakhi toman por primera vez la estación de policía local, se llevan armas y expulsan policías de la aldea. El líder de la comunidad local, Mukhtar Otaev, afirma que en adelante el orden en la aldea será apoyado por la comunidad, no por la policía. Unos días más tarde, en las proximidades de la aldea, un miembro importante de la milicia fue asesinado.[8][11]

- El 5 de julio de acuerdo con el dictamen de la comunidad local en el pueblo Karamahi visitado por representantes del Congreso de los Pueblos de Chechenia y Daguestán - una organización encabezada por Shamil Basayev, así como el comandante de campo Khattab, que pidió la creación de un único Estado islámico en el Cáucaso del Norte.[11]

- El 15 de agosto: Wahhabis Karamakhi expulsó a la administración local, cerró la estación de policía y colocó puestos de control armados en la entrada de las zonas pobladas de la República islámica de Daguestán.[12][13]

- A mediados de agosto en la entrada del pueblo hay retenes rebeldes islámicos y banderas verdes y signos en ruso y árabe: "Usted está entrando en un territorio donde se aplican las leyes[11] Sharia".[8]

- El líder militar del enclave rebelde era el comandante de campo Jarullah (o Jerull).[1][2]

- El 18 de agosto: Los Wahhabis anuncian la creación de un "Estado islámico independiente de Daguestán" en la República islámica de Daguestán. El máximo órgano de gobierno fue el Shura, elegido entre las autoridades religiosas locales.[14]

- En el pueblo, se introduce una prohibición sobre el uso de cualquier bebida alcohólica. El ofensor pagaría 40 golpes con un palo. Los primeros castigados aparecen.[15]

- El 22 de agosto,  un terrorista checheno, Shamil Basayev, anunció que presentaría su "Brigada Islámica de Mantenimiento de la Paz Internacional" a Daguestán si las autoridades rusas aplicaban medidas de fuerza contra los residentes de la República islámica de Daguestán.[14]

- El 3 de septiembre : el ministro del Interior, Sergei Stepashin, visita Karamakhi y hace una serie de declaraciones: "... advertiría a todos contra el etiquetado de "Wahhabis", "extremistas". Tenemos libertad de religión ... pacíficamente te ayudaremos, te doy mi palabra de honor. Con una población pacífica, nadie luchará ... "[16]

### 1999
- Según el jefe de la administración de la aldea Ibadullah Makaeva, en el pueblo Karamahi se prepara activamente para un posible asedio por parte de las Fuerzas Armadas Federales: El Sistema decidió la creación de túneles subterráneos, construir fortificaciones, equipado con un hospital y una prisión.[8]

### Hostilidades
- El 27 de agosto los representantes del pueblo wahabí de Karamahi son convocados a una reunión con el jefe de la administración del raión de Buinaksk Alhalaevym y el jefe de la República de Daguestán y la Policía Fiscal A. Suleymanov. La reunión se realizó en la aldea de Atlan-aul a las 15 en punto. Según los wahabíes, en forma de ultimátum, exigieron que Dagestan OMON entrara en la aldea para registrar casas y confiscar armas de fuego. A los wahabíes se les dio tiempo para meditar hasta las 8 a. m. del día siguiente.[15][17]

- El 28 de agosto a las 3:30 de la mañana se comenzó a disparar la artillería reactiva al pueblo Karamahi y la aviación[15][17] Las fuerzas rusas comenzaron a apoderarse de la República islámica de Daguestán que defendía, según los datos oficiales de las fuerzas federales, más de 500 combatientes bajo el mando de Amir Dzharully.[17] Alrededor de las 7 a. M., El pueblo ingresó a BTR con fuerzas especiales y Daguestán OMON, donde fueron emboscados. Casi todas las fuerzas especiales y milicianos que ingresaron al pueblo fueron asesinados.[18] Desde la aldea, el resultado de los refugiados comenzó, que logró llegar a la aldea de Nizhny Jungutai.[15]

- El 29 de agosto en la República islámica de Daguestán inició una operación militar a gran escala. Se usa artillería reactiva y aviación de combate. Los ataques con bombas de cohetes se aplican a la aldea de Karamakhi y sus alrededores. Al aterrizar en la montaña Chaban cerca del pueblo, 4 fueron asesinados y 15 empleados de las tropas internas y la milicia fueron heridos.[19]

- El 30 de agosto se supo que hirió a un exdiputado de la Duma del Estado en la lista federal de personas buscadas - Nadirshakh Khachilaev que se refugió en el enclave. El mismo día, la mayoría de los wahabíes, que defendían el enclave, se trasladó desde el pueblo hasta las alturas del Karamahi Chaban, Gorkab, Chakib y Buckley, así como el pase de entrada de Wolf, donde había buenas posiciones de combate y puntos de batalla.[17]

- El 31 de agosto durante la extracción del pueblo murió una enfermera Karamahi, la sargento de las tropas interiores de la Federación Rusa Irina Yanina, debido a que no tenía tiempo para salir del vehículo blindado, que fue alcanzado por una granada.

- El 8 de septiembre, las  unidades de las tropas del Ministerio del Interior se ocuparon por completo de la aldea de Karamakhi. Según el jefe de la administración de la aldea, 6 civiles murieron y al menos 50 Wahhabis armados.[8]

- El 12 de septiembre: cesaron las batallas en la República islámica de Daguestán. La "República Islámica Independiente" dejó de existir. Algunos de los militantes wahabíes abandonaron el pueblo por la noche.[15]

- Según el periódico "Izvestia", la lucha cesó completamente solo a mediados de octubre.[8]

- Como resultado de los combates en la aldea de Karamakhi, el 95% de los edificios - 1,850 casas fueron destruidas casi por completo. 150 Wahhabis huyeron de la República islámica de Daguestán.[8]

- De acuerdo con la publicación de Daguestán información de análisis Guraba, durante los enfrentamientos las tropas federales capturaron 130 wahabís, 32 de los cuales fueron asesinados, 23 de ellos - los recién llegados y el resto - la gente del lugar. Las pérdidas de las fuerzas federales se estimaron en 700 muertos. Según la misma fuente, después del final de las hostilidades, el saqueo y el robo por parte de los agentes del orden público fue generalizado en la aldea.[15]

## Después de la liquidación del "Estado islámico independiente de Daguestán"
- Cuatro nativos de la localidad Karamahi en el año 2001 aparecieron en el muelle, siendo siete estaban en la lista de buscados por cargos de asalto a un convoy de la ondulación permanente OMON, que causaron 28 bajas, todo producido en marzo del año 2000 en la región de Vedeno de Chechenia.[20] Como resultado del ataque, 43 policías antidisturbios fueron asesinados. Según la investigación, la mayoría de los atacantes eran Wahhabis de la aldea Daghestani de Karamakhi.[21]

- En la aldea más grande de la República islámica de Daguestán, Karamakhi, en el año 2009, había 1600 casas de residentes locales, casi todas las familias tenían una granja subsidiaria, una cuarta parte de las familias tenía ganado con hasta ochenta cabezas. La población masculina está ocupada con el transporte de carga - en el pueblo de aproximadamente 700 "coches KamAZ".[8]

- El 12 de julio del año 2009, cerca del mediodía, dos militares de la brigada de fusileros del ejército ruso murieron cerca de la aldea de Karamakhi como resultado de un ataque armado. Un desconocido disparó con un arma automática a un convoy militar que consta de dos camiones "Ural".[22]

- El periodista del periódico " Izvestia " Yuri Snegirev, que visitó el pueblo de Karamakhi en 2009, cita las palabras de una mujer local[5] que dijo:

¡Los Wahhabis se están escondiendo! Hay desempleo por todas partes, y no hay gente local que vaya a servir en la policía, ni siquiera los conductores. Es cierto, hubo un chico local aquí el año pasado. Entonces sus padres-maestros fueron asesinados. Ahora se alejó de Karamakhov. Entonces la policía va al servicio desde Buinaksk, o incluso Makhachkala. ¡El bombardeo de PMS es tan insignificante! Como si no hubiera guerra.